# Rio Anil
O rio Anil é um curso de água com extensão de 13,8 quilômetros, que nasce ao sul de São Luís (MA), no bairro Aurora (Anil), percorrendo 55 bairros até a sua foz, na Baía de São Marcos, na região do Centro da capital.
A origem do nome se deu em razão da extração de uma fécula azul que servia para branquear tecidos, e que foi denominada pelos árabes de anil. A extração era feita por meio do amolecimento das folhas da planta (chamada pelos indígenas de “cauaçú”) nas águas do rio, que ficavam com a coloração azul. Em 1765, foi construída uma fábrica para obtenção do anil, às margens do rio.
Os afluentes do rio Anil pela margem direita são: Igarapé da Ana Jansen, Igarapé do Jaracaty, Igarapé do Vinhais e rio Ingaúra. Os afluentes pela margem esquerda são: rio Jaguarema, Córrego da Vila Barreto, Córrego da Alemanha, Igarapé da Camboa.
Atravessando uma zona densamente povoada, o rio sofreu profundo impacto pela ação humana. O processo de ocupação da margem esquerda foi efetuado pela população de baixa renda, enquanto que a ocupação da direita da margem foi consolidada a partir da construção de pontes e vias públicas (Ponte José Sarney, Ponte Bandeira Tribuzzi, Ponte do Caratatiua, Ponte do Ipase), expandindo a cidade para a construção de bairros de alta e média renda.
O desmatamento da mata ciliar do rio Anil provocou a mudança da localização de sua nascente. Antes localizada no bairro do Tirirical, nas imediações do Aeroporto Internacional de São Luís, o manancial secou e a nascente foi deslocada para a região da Cohab. Esta também sofreu diversos danos com a ocupação humana e, atualmente, a nascente se localiza no bairro da Aurora, o que reduziu a extensão do rio.
Outra consequência da ação humana é a poluição das águas superficiais, por meio do despejo de desejos industriais e domésticos no rio, provocando a eutrofização, o que afeta a vida aquática e diminui a quantidade de peixes.
Apesar da degradação, ainda é possível ver pescadores e seus barcos de pesca, tirando seu sustento do rio, garças e o verde dos manguezais nas proximidades da foz do rio, na região da Ponte Bandeira Tribuzzi.
Alguns projetos para melhorar a qualidade ambiental foram realizados: como o PAC Rio Anil, a partir de 2008, com a construção de moradias populares e urbanização da região da Camboa, onde muitas pessoas moravam em palafitas. O projeto também envolve a construção de estações elevatórias de esgoto, e a construção de novas Estações de Tratamento de Esgoto do Vinhais (entregue em 2016) e do Anil (entregue em 2023), somando-se à ETE Jaracaty (inaugurada em 2003), e à ETE Bacanga (que serve à bacia do rio Bacanga).